# Stupsk
Stupsk – wieś sołecka w Polsce, położona w województwie mazowieckim, w powiecie mławskim, w gminie Stupsk. 
Miejscowość jest siedzibą gminy Stupsk oraz rzymskokatolickiej parafii św. Wojciecha.
Stupsk leży około 11 km na południowy wschód od Mławy, przy trasie kolejowej linii nr 9 (Warszawa-Gdańsk). Przystanek kolejowy nazywa się Stupsk Mazowiecki.
W latach 1975–1998 miejscowość administracyjnie należała do województwa ciechanowskiego.

## Integralne części wsi
| SIMC    | Nazwa     | Rodzaj    |
| ------- | --------- | --------- |
| 0127539 | Pieczyska | część wsi |

## Historia
Jedna z najstarszych miejscowości na północnym Mazowszu. Pierwsza wzmianka o Stupsku pochodzi z falsyfikatu mogileńskiego (wymienione jako Stolpzco) datowanego na 1155 rok. W okresie I wojny światowej, zostało odkryte tu cmentarzysko z okresu późno lateńskiego i rzymskiego (100 r. p.n.e.-400 r. n.e.). Gród funkcjonował do I połowy XIII wieku. Po zniszczeniu grodu wieś parafialna przeszła w posiadanie rycerskie.
W odległości 3 km na płd-zach. od kościoła i 0,5 km na płd. od drogi na Dąbek znajdują się ślady grodziska. Ma ono kształt ściętego stożka, obwiedzionego w górnej krawędzi wałem. W części płd-zach. zachował się ślad po dawnym wejściu. Grodzisko datowane jest na wczesne średniowiecze.
We wsi istnieje parafia rzymskokatolicka od co najmniej XV wieku. W 1911 roku, w wyniku pożaru budynek kościoła został kompletnie zniszczony. Obecny kościół pw. św. Wojciecha został wybudowany w latach 1958–1960.